# Lorenzo Porciatti
Lorenzo Porciatti (Cana, 3 settembre 1864 – Grosseto, 17 marzo 1928) è stato un architetto, restauratore e urbanista italiano.

## Biografia
Nato a Cana, nella Maremma grossetana, frequentò gli studi classici a Grosseto e si diplomò all'Accademia delle Belle Arti a Firenze. Studiò matematica all'Università di Roma, senza però laurearsi, iniziando a studiare architettura da autodidatta. Vinse un premio per il progetto di un altare per papa Leone XIII, mentre un suo progetto di ristrutturazione della cattedrale di Grosseto fu presentato alla esposizione nazionale artistica di Venezia del 1887. Tra le sue primissime opere si contano la cappella Paoletti-Perrini al cimitero di Trespiano e la cappella Salle al cimitero delle Porte Sante di San Miniato al Monte.
Tra la fine del XIX secolo e gli inizi del successivo, portò avanti una prolifica attività da restauratore, rendendo nuova luce a storici edifici di Massa Marittima e sul Monte Amiata. Significativo il suo intervento alle mura e al castello di Castiglione della Pescaia, al quale apportò sostanziali modifiche. Suo anche un restauro del palazzo comunale di Grosseto. Come architetto maturò ben presto uno stile eclettico, iniziando a progettare edifici di pregio quali il villino Panichi (1900) a Grosseto e il mausoleo Vivarelli (1906) a Talamone, in stile liberty, oppure orientandosi verso un'architettura neogotica come il palazzo comunale di Montieri (1901) e il monumentale palazzo Aldobrandeschi (1903), in piazza Dante a Grosseto, una delle sue opere più significative.
Nel 1913 realizzò, a Grosseto fuori Porta Nuova, il villino Pastorelli, con evidenti richiami al neogotico inglese. Nel 1920 redasse un regolamento edilizio riguardante l'area antistante il fossato di Porta Nuova, che era una storica proprietà della sua famiglia. Il piano prevedeva il riempimento del fossato con successiva trasformazione della zona a ridosso delle mura medicee in area pedonale e viale per il passeggio, che sarà intitolato all'omonimo avo dell'architetto. Nel 1924 venne definitivamente demolita la barriera di Porta Nuova con gli edifici del dazio che qui sorgevano.
Sposatosi con Argia Romanelli, fiorentina, ebbe da lei quattro figli: il primogenito Porzio (1896), morto in guerra sul Carso il 23 agosto 1917, alla cui memoria fu conferita la medaglia d'argento, Giulio (1898) e Gino, e la figlia Giulia (1900–1998), la quale sposò Pietro Martinelli, avvocato del foro di Grosseto. Visse dal 1901 presso il castello di Castiglione della Pescaia. Dal 1909 al 1913 fu anche presidente della commissione direttiva della biblioteca Chelliana.

## Opere

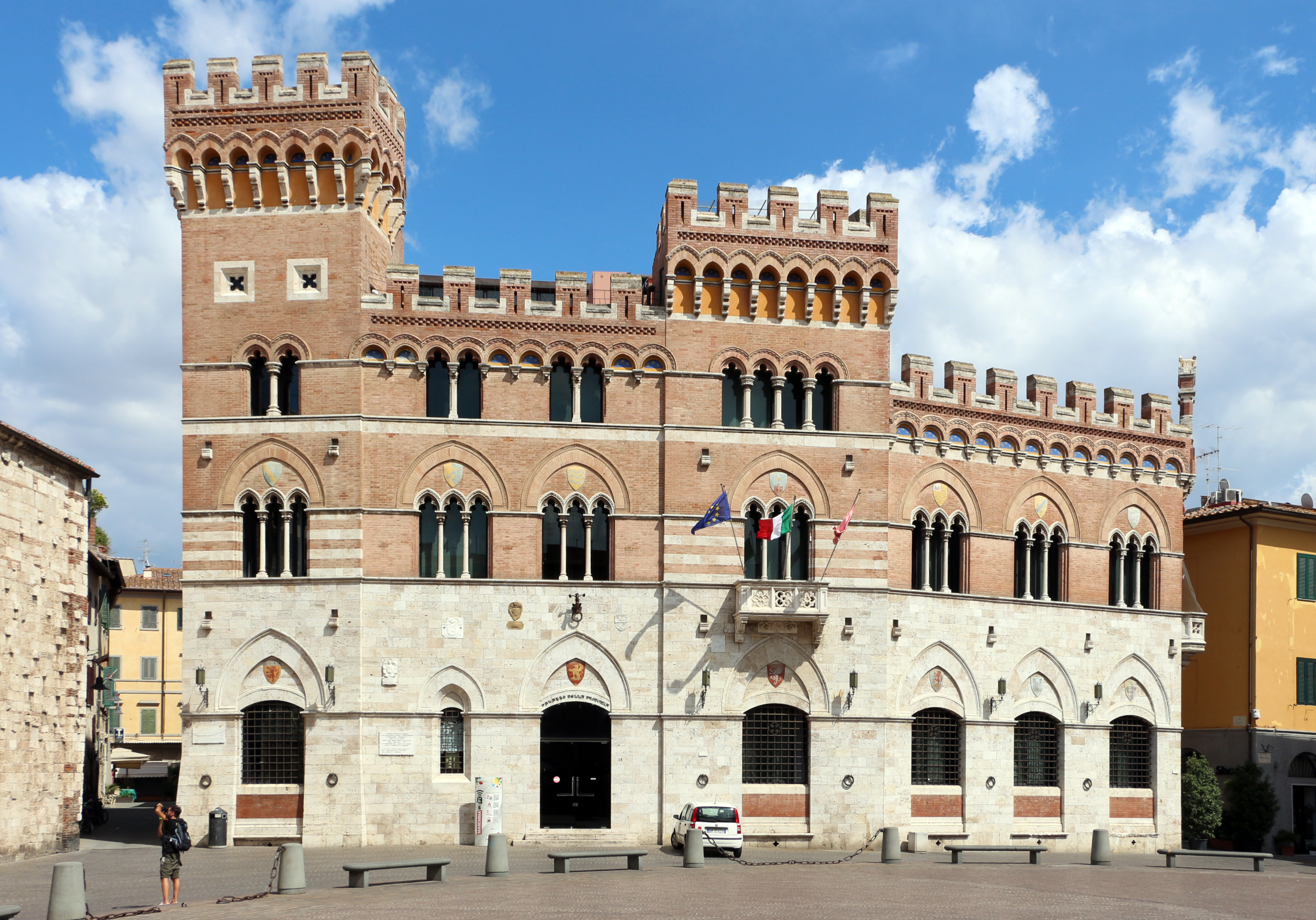
Il palazzo Aldobrandeschi di Grosseto

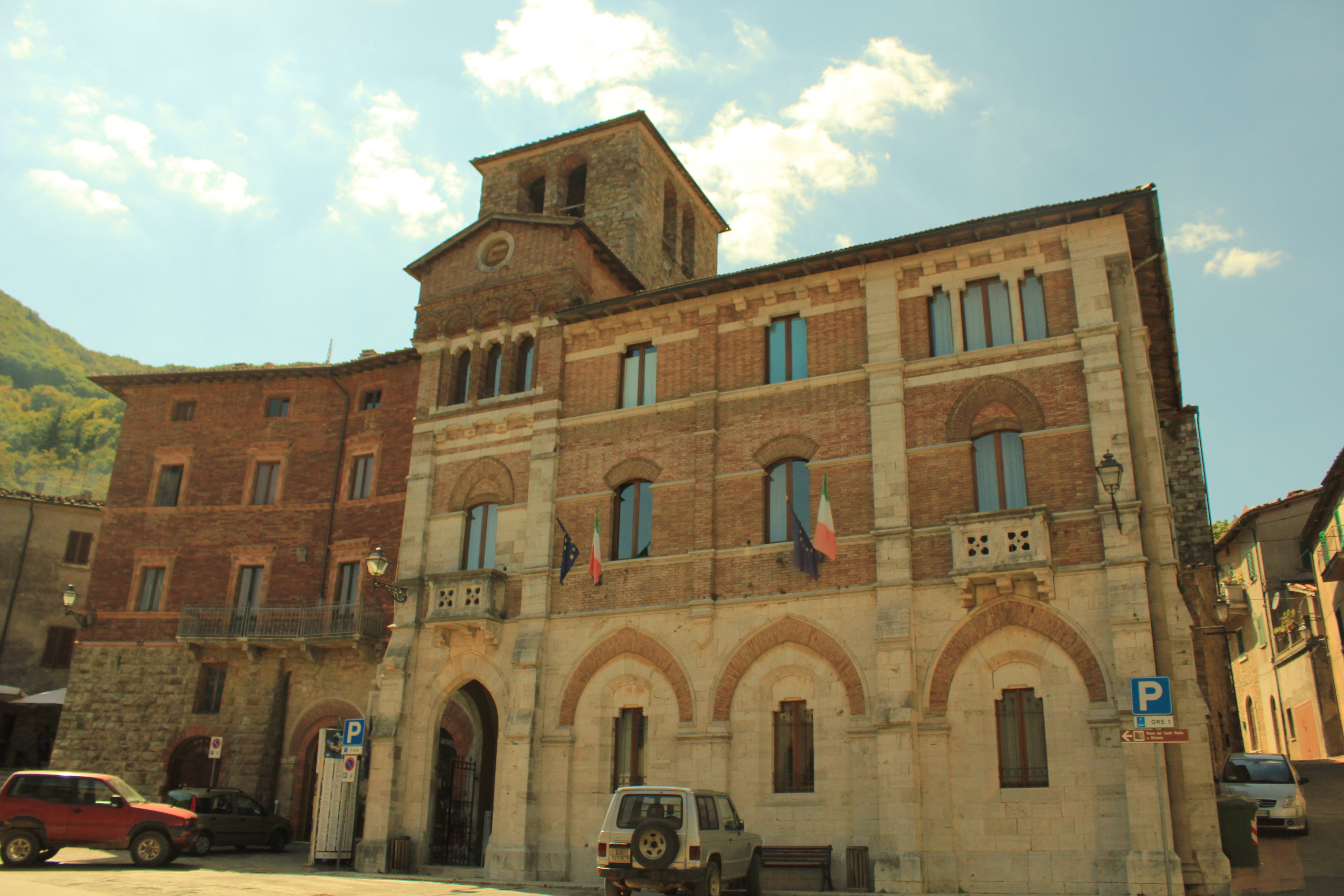
Il palazzo comunale di Montieri

- Progetto di ristrutturazione della cattedrale di Grosseto (1887)[2]
- Cappella Paoletti-Perrini al cimitero di Trespiano, Firenze
- Cappella Salle al cimitero di San Miniato al Monte, Firenze
- Palazzina dei conti di Biserno a Massa Marittima, restauro[11]
- Chiesa di San Francesco (1894) a Grosseto, restauro[12]
- Cappella della contessa Aurora d'Aloes (1895) a Firenze[13]
- Castello di Castiglione della Pescaia, restauro[1]
- Chiesa di San Giovanni Battista a Castiglione della Pescaia, ristrutturazione[14]
- Villino Panichi (1900) a Grosseto[3]
- Palazzo Comunale (1901) a Montieri[1][4]
- Cappella di Merope Becchini (1902) a San Lorenzo, Arcidosso[15]
- Palazzo Aldobrandeschi (1903) a Grosseto[1]
- Mausoleo Vivarelli (1906) a Talamone
- Fattoria San Lorenzo (1907-1911) a Grosseto[16]
- Palazzo Stefanopoli-Porciatti (1908) a Grosseto, ristrutturazione[17]
- Chiesa di San Pietro (1911) a Grosseto, restauro[18]
- Campanile della cattedrale di San Lorenzo (1911) a Grosseto, direzione dei lavori[19]
- Villino Pastorelli (1913) a Grosseto[6]
- Palazzo Tripoli (1915) a Grosseto[1]
- Cimitero di Sterpeto a Grosseto
- Monumento ai caduti (1923) a Castiglione della Pescaia
- Monumento ai caduti, direzione dei lavori (1925) a Follonica